# Luciano Zauri
Luciano Zauri (Pescina, 1978. január 20. –) profi olasz labdarúgó, jelenleg a Fiorentina játékosa, a védelem kulcsembere.

## Pályafutása
Zauri az 1996–97-es szezonban mutatkozott be a Serie A-ban az Atalanta színeiben a Roma ellen. Csapata 4–0-ra veszített hazai pályán.
A következő szezont kölcsönben töltötte a Chievo Veronánál, majd az 1998–99-es szezonban visszatért az Atalantába. Zauri a következő 5 szezonban a csapat tagja volt, ebből három idényben a Serie A-ban, kettőben pedig a Serie B-ben. Ezalatt az idő alatt Olaszország egyik legjobb védőjévé vált.
2003-ban az Atalanta kiesése után Zauri és csapattársa, Ousmane Dabo a Lazio-hoz került. A csapattal Zauri 2004-ben megnyerte az Olasz Kupát. A fővárosi klubnál állandó játékos lett, majd 2007 januárjában, miután Massimo Oddo az AC Milanhoz igazolt, Zaurit nevezték ki a csapat új kapitányának.
Zauri nagyban hozzájárult a Bajnokok Ligája résazvételhez, első gólját az Olimbiakósz ellen idegenben szerezte a kiírásban.
2008. júliusában Zauri a Fiorentina játékosa lett.

### Válogatott
Zauri öt alkalommal lépett pályára az olasz válogatottban. 2004-ben debütált a csapatban, azonban egy nemzetközi versenyen sem vett részt.

## Sikerei, díjai
- Lazio:
- Olasz Kupa győztes: 2004

## Külső hivatkozások
- Luciano Zauri a Worldfootball.net-en (angolul)